# Anisopodus varius
Anisopodus varius är en skalbaggsart som beskrevs av Julius Melzer 1935. Anisopodus varius ingår i släktet Anisopodus och familjen långhorningar.
Artens utbredningsområde är:
- Costa Rica.
- Nicaragua.

Inga underarter finns listade i Catalogue of Life.